# Allocation des ressources
Pour les articles homonymes, voir Gestion des ressources (homonymie).
Pour la notion d'allocation de ressources en informatique, voir Allocation de ressources.
 (octobre 2022).
Si vous disposez d'ouvrages ou d'articles de référence ou si vous connaissez des sites web de qualité traitant du thème abordé ici, merci de compléter l'article en donnant les références utiles à sa vérifiabilité et en les liant à la section « Notes et références ».
L'allocation des ressources est un concept économique qui concerne l'utilisation des ressources rares et notamment les facteurs de production (travail, capital, matières premières) pour satisfaire à court et long terme les besoins de consommation de la population. Cette allocation sert également à financer des services non marchands comme la justice, la police, certaines infrastructures communes (voirie…) indispensables au fonctionnement de la société.

## Économie
L'économie elle-même, en tant que domaine du savoir, a pour rôle d'étudier la façon dont sont allouées (et créées) les ressources rares.
Cette allocation demande, dès que l'activité économique atteint une certaine taille et complexité, de définir un mode d'arbitrage autre que la guerre ou la rapine, et donc des institutions sociales adaptées.
Cet arbitrage se fait de façon plus ou moins libre 
- Par le biais des prix de marché, le fonctionnement de ces marchés étant eux-mêmes formalisés par des règles de droit.
- Ou par les administrations d'État, à l'aide de règles ou de lois.

Dans un sens plus étroit, l'allocation des ressources peut concerner 
- L'arbitrage entre les divers facteurs de production,
- Voire les choix et dosages à faire à l'intérieur d'un type de facteur (par exemple allocation des capitaux entre divers investissements : voir ci-dessous "l'allocation d'actifs")

L'allocation des ressources économiques et financières se double de l'allocation des risques propres à ces domaines.
Dans le cadre de la transition écologique, l'économie circulaire promeut - dans toute la mesure des possibilités techniques et financières disponibles - le recyclage des ressources et en particulier des ressources rares, qui devraient en outre être économisées ou remplacées par des alternatives quand cela est possible ; ce qui pourrait être grandement facilité par une généralisation du principe des écotaxe et de l'écoconception.

## Finance: l'allocation d'actifs
L'allocation d'actifs est une technique de gestion de patrimoine ou de portefeuille consistant à revoir périodiquement la composition du portefeuille par "classes d'actifs" (autrement dit par types de placement : obligations, actions, produits dérivés…).